# Pingshan (Yibin)

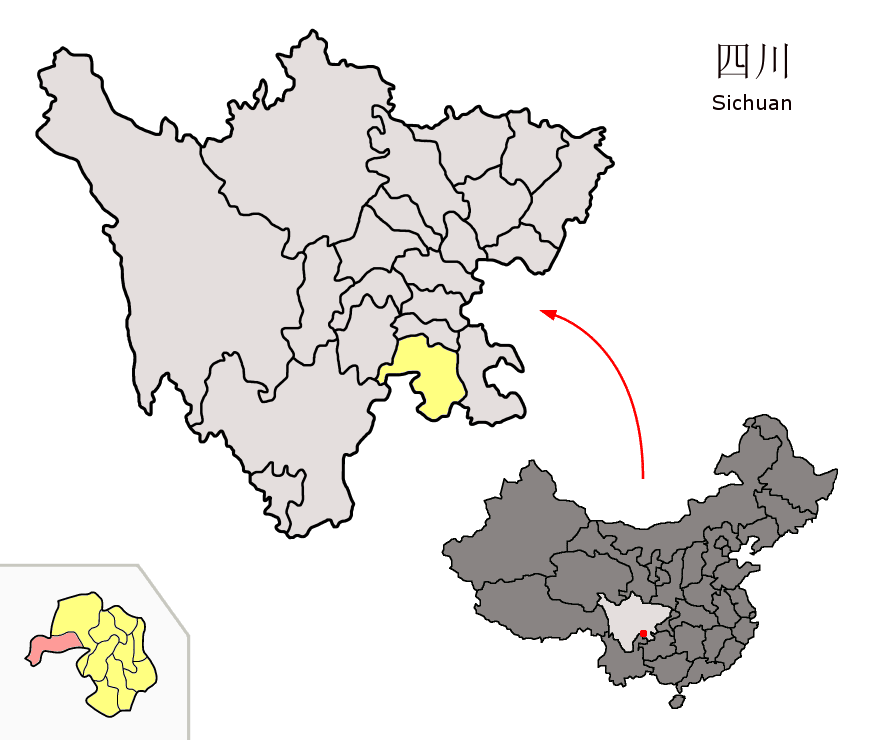
Lage des Kreises Pingshan (rosa) in der bezirksfreien Stadt Yibin (gelb).

Der Kreis Pingshan (chinesisch 屏山县, Pinyin Píngshān Xiàn) ist ein Kreis der bezirksfreien Stadt Yibin im Südosten der südwestchinesischen Provinz Sichuan. Er hat eine Fläche von 1.508 km² und zählt 245.184 Einwohner (Stand: Zensus 2020). Sein Hauptort ist die Großgemeinde Xinfa (新发乡).

## Administrative Gliederung
Auf Gemeindeebene setzt sich der Kreis aus acht Großgemeinden und acht Gemeinden (davon zwei Nationalitätengemeinden der Yi) zusammen. Diese sind:
- Großgemeinde Jinping 锦屏镇
- Großgemeinde Xinshi 新市镇
- Großgemeinde Zhongdu 中都镇
- Großgemeinde Longhua 龙华镇
- Großgemeinde Dasheng 大乘镇
- Großgemeinde Fuyan 福延镇
- Großgemeinde Furong 富荣镇
- Großgemeinde Xinan 新安镇

- Gemeinde Loudong 楼东乡
- Gemeinde Yachi 鸭池乡
- Gemeinde Longxi 龙溪乡
- Gemeinde Taiping 太平乡
- Gemeinde Xiaxi 夏溪乡
- Gemeinde Xinfa 新发乡
- Gemeinde Bingbian der Yi 屏边彝族乡
- Gemeinde Qingping der Yi 清平彝族乡